# Olde Maten & Veerslootslanden
Het gebied Olde Maten & Veerslootslanden  is een laagveen- en veenweidegebied in de gemeente Staphorst in Overijssel, ruim een kilometer ten oosten van Zwartsluis. Grote delen zijn eigendom van Staatsbosbeheer. Bij Zwartewatersklooster liggen twee eendenkooien waarvan er een tot het natuurreservaat behoort. Het staat geregistreerd als Natura 2000-gebied met habitatrichtlijn.
De Olde Maten vormen het meest westelijke gedeelte van het slagenlandschap van het Staphorsterveld. De Veerslootslanden liggen dichter bij het dorp. Na een grote ruilverkaveling zijn rond Staphorst de meeste houtwallen verdwenen en veel dwarswegen aangelegd. De Olde Maten behielden echter hun merkwaardige, intieme karakter van een lange rij pijpenla-achtige weitjes die ongeveer een kilometer lang zijn en maar slechts enkele tientallen meters breed. Deze landschapsopbouw maakt dat het aanwezige rijke vogel- en dierenleven zich er gemakkelijk laat observeren.
Het gebied bestaat naast veenweiden uit een grote lengte aan elzensingels, rijk begroeide sloten met krabbenscheer en fonteinkruiden, petgaten, moerasbossen met wilgen en elzen en enkele perceeltjes met bijzondere vegetaties zoals trilvenen, blauwgraslandjes en zeggemoerassen.
Het gebied is van bijzonder belang voor het behoud van waterdieren als de grote modderkruiper en de bittervoorn.